# Годиська сільська рада
Годиська сільська рада — колишня адміністративно-територіальна одиниця та орган місцевого самоврядування у Чуднівському і Романівському (Миропільському, Дзержинському) районах Волинської округи, Вінницької й Житомирської областей Української РСР та України з адміністративним центром у с. Годиха.

## Населені пункти
Сільській раді були підпорядковані населені пункти:
- с. Годиха
- с. Межирічка
- с. Микільськ

## Населення
Кількість населення ради, станом на 1923 рік, становила 2 114 осіб, кількість дворів — 375.
Відповідно до результатів перепису населення СРСР, кількість населення ради, станом на 12 січня 1989 року, становила 828 осіб.
Станом на 5 грудня 2001 року, відповідно до перепису населення України, кількість мешканців сільської ради становила 613 осіб.

## Склад ради
Рада складалася з 15 депутатів та голови.

## Історія
Створена 1923 року в складі сіл Годиха, Фаустинівка (згодом — Межирічка), хуторів Годихський, Королівка, Лізок, Микільськ та Сачі Чуднівської волості Полонського повіту Волинської губернії. У 1928 році на обліку значиться с. Супряги. 3 листопада 1929 року, відповідно до наказу Волинського ОВК № 49 «Про адміністративно-територіяльні зміни в межах округи та утворення нових сільрад», виданому на підставі постанов президії ОВК від 5 березня та 25 жовтня 1929 року, в с. Фаустинівка створено Фаустинівську (згодом — Межирічківська) польську національну сільську раду, до складу котрої увійшло також с. Супряги та частина х. Микільський (Микільськ).
Станом на 1 жовтня 1941 року хутори Королівка, Лізок, Сачі не числяться на обліку населених пунктів, на 1 вересня 1946 року х. Годихський не перебуває на обліку населених пунктів.
Станом на 1 вересня 1946 року сільська рада входила до складу Дзержинського району Житомирської області, на обліку в раді перебували с. Годиха та х. Микольськ.
11 серпня 1954 року, внаслідок виконання указу Президії Верховної ради УРСР «Про укрупнення сільських рад по Житомирській області», до складу ради включене с. Межирічка ліквідованої Межирічківської (Фавстинівської) сільської ради Дзержинського району.
Станом на 1 січня 1972 року сільська рада входила до складу Дзержинського району Житомирської області, на обліку в раді перебували села Годиха, Межирічка та Микільськ.
Виключена з облікових даних, відповідно до постанови Верховної Ради України № 807-IX від 17 липня 2020 року, через об'єднання до складу Романівської селищної територіальної громади Житомирського району Житомирської області.
Входила до складу Чуднівського (7.03.1923 р.) та Романівського (Миропільського, Дзержинського, 23.09.1925 р.) районів.